# Älgtjärnen (Björna socken, Ångermanland)
Älgtjärnen är en tjärn i Örnsköldsviks kommun i Ångermanland som ingår i Gideälvens huvudavrinningsområde. Sjön har en area på 0,0635 kvadratkilometer och ligger 289,5 meter över havet. Älgtjärnen ligger i Vändåtberget Natura 2000-område och Vändåtbergets naturreservat. Sjön avvattnas av vattendraget Holmsjöbäcken.
Älgtjärnen är belägen i Vändåtbergets naturreservat på Ytterbergets nordsida. Tjärnen är den största tjärnen inom naturreservatet. Den har en liten nybildad ö, som fått namnet Natek.
Tjärnen får sitt tillflöde från myrarna på Ytterbergets nordsida och från Hemliga Bäcken.
Älgtjärnen rotenonbehandlades 1961 och någon gång före 1977 inplanterades röding och amerikansk bäckröding. Dessa fiskar är förmodligen utgångna.

## Delavrinningsområde
Älgtjärnen ingår i delavrinningsområde (708016-162438) som SMHI kallar för Utloppet av Ytter-Holmsjön. Medelhöjden är 309 meter över havet och ytan är 4,12 kvadratkilometer. Det finns inga avrinningsområden uppströms utan avrinningsområdet är högsta punkten. Holmsjöbäcken som avvattnar avrinningsområdet har biflödesordning 4, vilket innebär att vattnet flödar genom totalt 4 vattendrag innan det når havet efter 103 kilometer. Avrinningsområdet består mestadels av skog (83 procent). Avrinningsområdet har 0,66 kvadratkilometer vattenytor vilket ger det en sjöprocent på 15,9 procent.

## Bottenprofil och djupförhållanden
I november 2014 lodades tjärnen. Den visade sig vara förhållandevis grund, med en platt bottenprofil. Medeldjupet av sexton lodningar var 2,98 meter och det uppmätta maximumdjupet var 4,3 meter.

## Bildgalleri

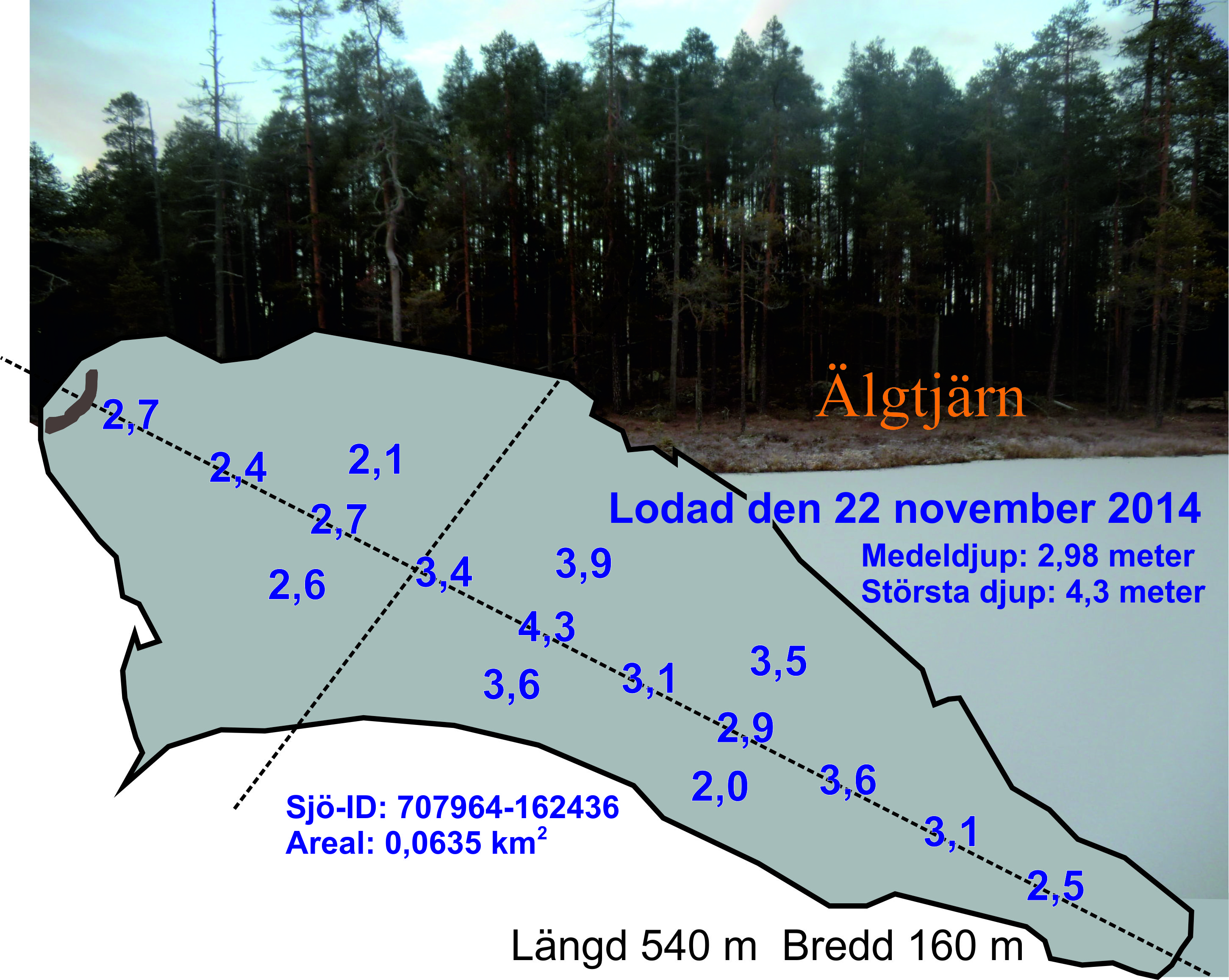
Resultat av lodning av Älgtjärn i Vändåtbergets naturreservat, i november 2014. Tjärnen i profil sedd norrifrån mot Ytterberget i söder.
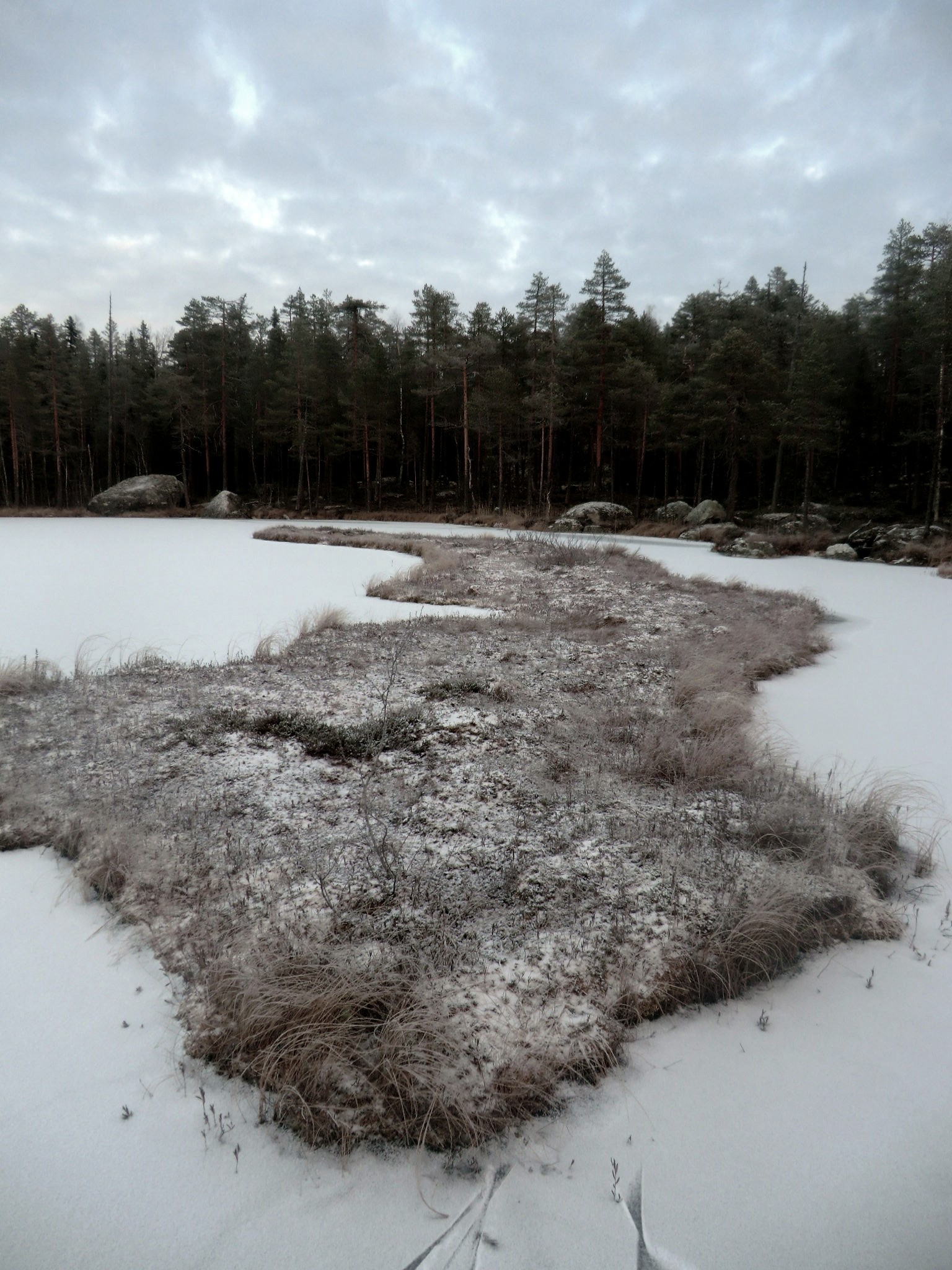
Älgtjärnens egen lilla ö, Natek, i vinterskrud.
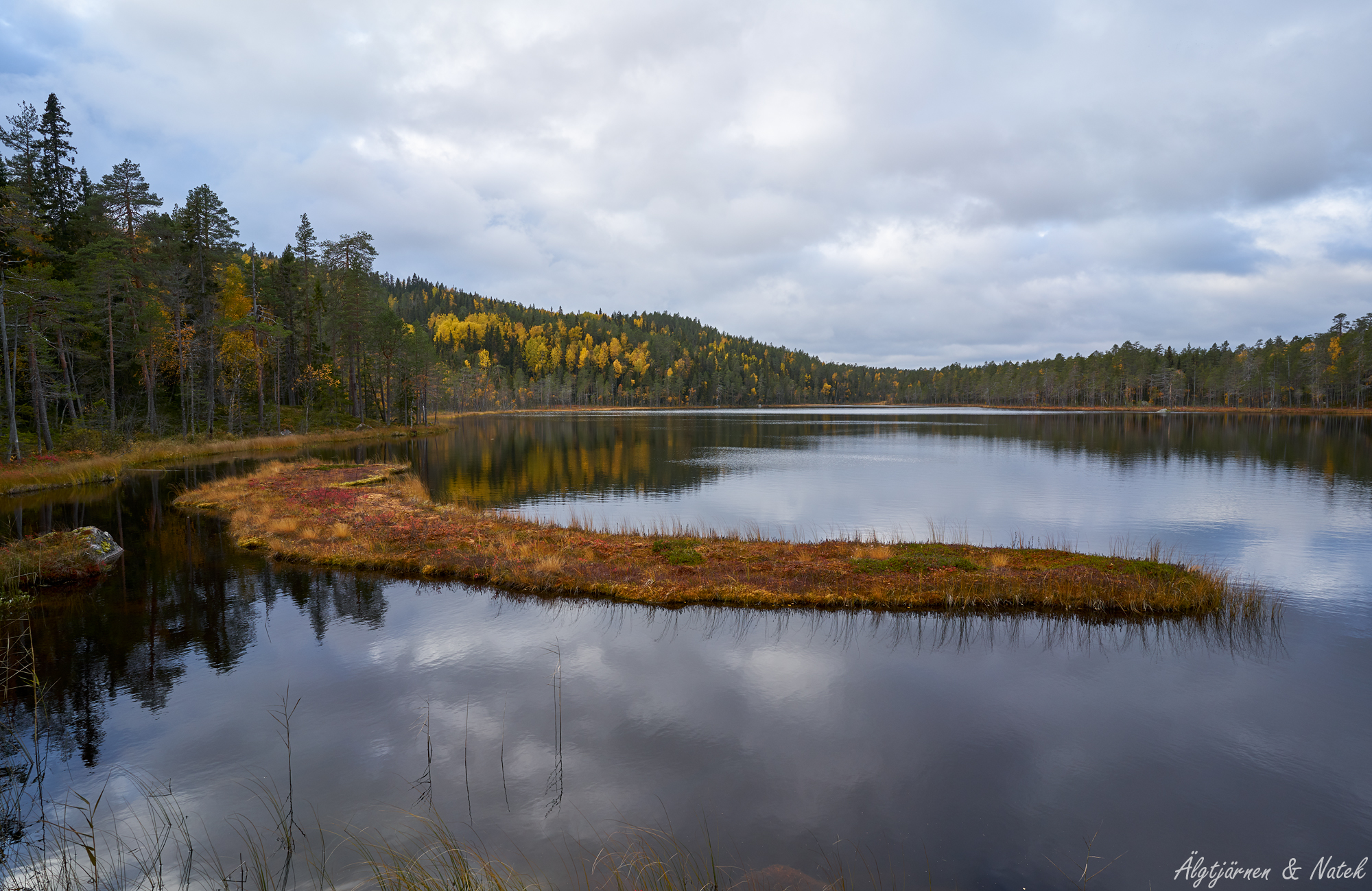
Natek hösten 2019, en ö som rör på sig.
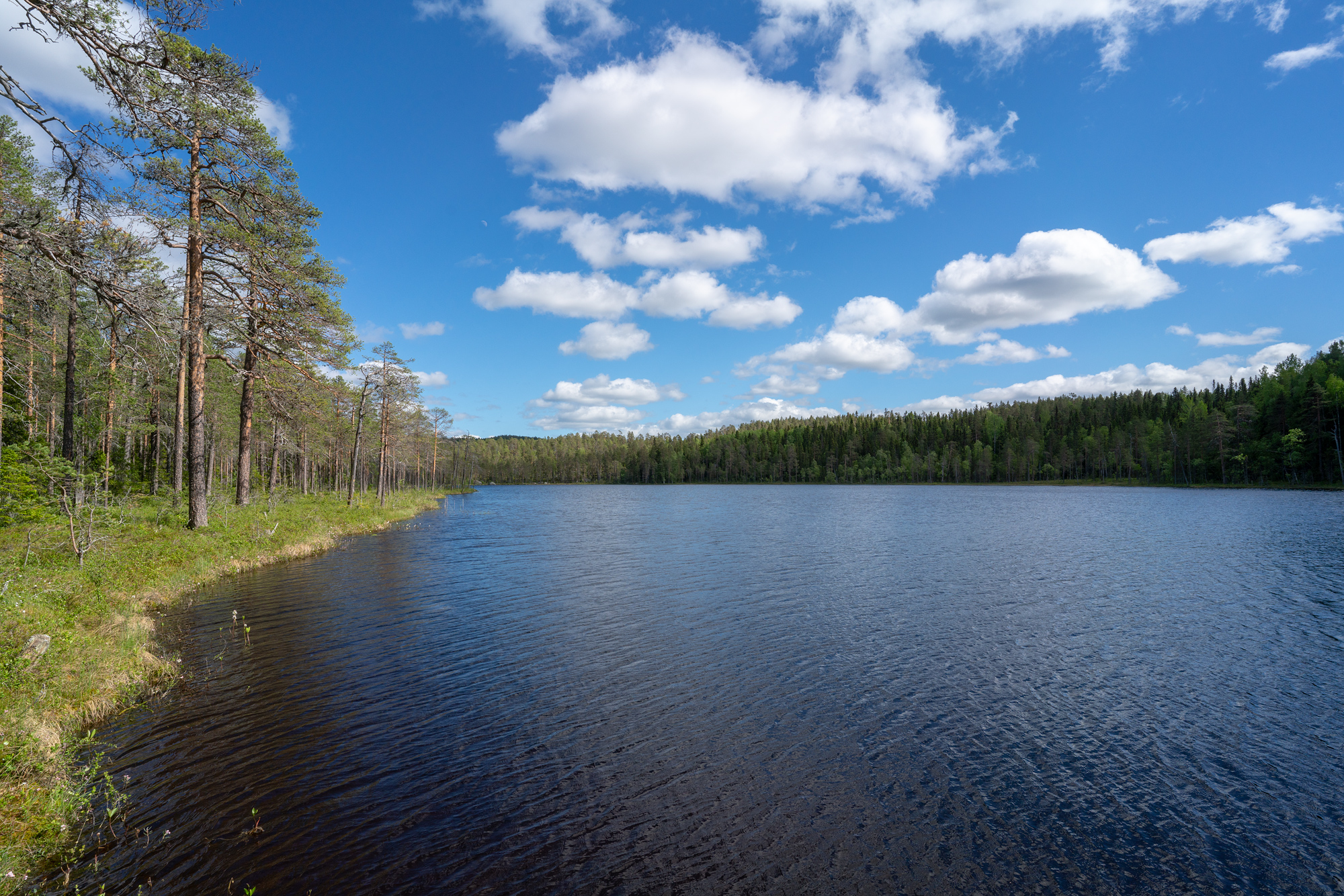
Älgtjärnen - vy mot öster från den norra stranden